# Мейсце-П'ястове (гміна)
Гміна Мейсце-П'ястове (пол. Gmina Miejsce Piastowe) — сільська гміна у східній Польщі. Належить до Кросненського повіту Підкарпатського воєводства.
Станом на 31 грудня 2011 у гміні проживало 13594 особи.

## Територія
Згідно з даними за 2007 рік площа гміни становила 51.46 км², у тому числі:
- орні землі: 81.00%
- ліси: 7.00%

Таким чином, площа гміни становить 5.57% площі повіту.

## Населення
Станом на 31 грудня 2011:
| Опис     | Загалом | Загалом | Чоловіки | Чоловіки | Жінки | Жінки |
| -------- | ------- | ------- | -------- | -------- | ----- | ----- |
| одиниця  | осіб    | %       | осіб     | %        | осіб  | %     |
| все      | 13594   | 100     | 6599     | 48.54    | 6995  | 51.46 |
| міське   | 0       | 100     | 0        |          | 0     |       |
| сільське | 13594   | 100     | 6599     | 48.54    | 6995  | 51.46 |

## Населені пункти
- Відач
- Вроцанка
- Ґловєнка
- Залісся
- Лежани
- Мєйсце-П'ястове
- Нижня Ланка
- Роги
- Тарговиська

## Сусідні гміни
Гміна Мейсце-П'ястове межує з такими гмінами: Гачув, Дукля, Івонич-Здруй, Кросьценко-Вижне, Риманів, Хоркувка.